# Atleta

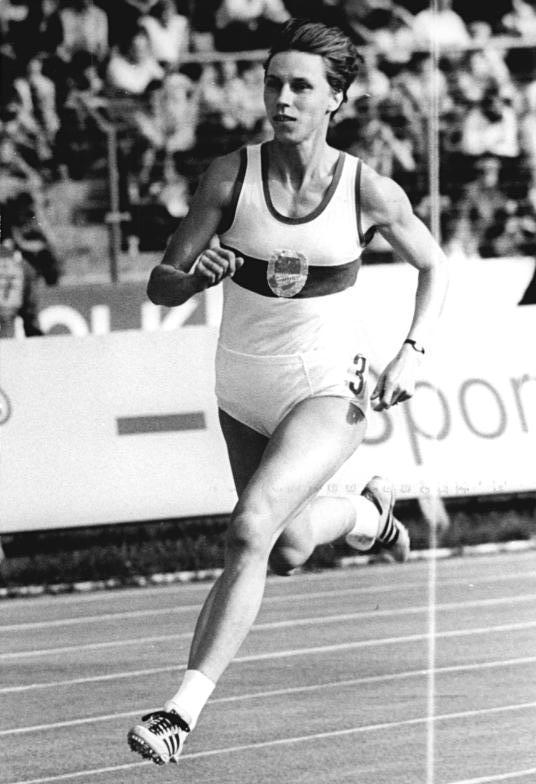
La velocista Marita Koch nel 1984, ai Campionati di atletica della Repubblica Democratica Tedesca di Erfurt

L'atleta è la persona che pratica - con finalità amatoriali oppure professionistiche - uno sport.

## Etimologia
Il termine ha origine greca, da "ἀθλητής" («athletés»), evoluzione di "âthlos" («lotta»).

## Distinzione
La parola è impiegata sia per definire il praticante di una disciplina collettiva che individuale. Nel primo caso, specialmente per sport con la palla, è usato anche il termine giocatore.
Un'ulteriore distinzione è legata al tipo di attività, in quanto quella professionale è retribuita con un profitto.
Pur variando, a seconda della disciplina, l'aspetto etico e tecnico legato all'atleta, un divieto comune è quello di fare ricorso a sostanze alteranti.